# District historique de Grand Canyon Village
Le district historique de Grand Canyon Village, en anglais Grand Canyon Village Historic District, est un district historique du comté de Coconino, dans l'Arizona, aux États-Unis. Protégé au sein du parc national du Grand Canyon, cet ensemble architectural marqué par le style rustique du National Park Service est inscrit au Registre national des lieux historiques depuis le 20 novembre 1975 et est classé National Historic Landmark depuis le 18 février 1987. Il abrite plusieurs structures de Grand Canyon Village protégées une à une, par exemple l'hôtel El Tovar.

## Principales propriétés contributrices
- Bright Angel Lodge
- Buckey O'Neill Cabin
- Grand Canyon Depot
- Grand Canyon Park Operations Building
- Grand Canyon Power House
- Hopi House
- Hôtel El Tovar
- Kolb Studio
- Lookout Studio
- Ranger's Dormitory
- Superintendent's Residence
- Verkamp's Visitor Center